# 荒川太郎 (実業家)
荒川 太郎（あらかわ たろう）は日本の実業家。

## 来歴
1969年徳島県生まれ。県南答島港漁師町で育つ。 
阿南高専機械工学科卒業と同時に上京。
三菱自動車に入社するも一年余りで退社。「海外で仕事がやりたい」志しを抱く。
1990年、アカデミア外国語学校にて、後にシリコンバレーでメンターになる英語教師から英語でのコミュニケーションを学ぶ。
1997年、米国 Gemini Consulting で数々の欧米大手企業と日本大手企業の事業変革プロジェクトに参画。
1999年、光通信社のアメリカ法人設立の際にCOOとして渡米。WebEx, Alibaba, Visinity 等 30社に及ぶドットコムベンチャーへの戦略事業投資に携わるも、バブル崩壊と共に一時日本に帰国。
2000年、徳島発ベンチャー企業トリニティコミュニケーション社の米国代理人を務めた後、シリコンバレーで起業。
日本発ベンチャーIT企業の米国事業開発支援と、米国発ベンチャーIT企業の日本事業開発支援を推進し、Skypeの日本アジア市場開拓プロジェクトに従事。
2005年、日本GIPS社社長として、チャットメール技術(スマートフォンプラットフォーム)の販売に成功、2009年にGoogle社が同社買収(現在Google Hangout)。
2010年、米国ベライゾン社営業本部長を務め、グローバルネットワーク、セキュリティ、クラウドデータセンターの販売に注力し、2013年には同社プレジデントクラブのAPACトップセールスマネジャーとして表彰。
| スタブアイコン | サブスタブ | この項目は、まだ閲覧者の調べものの参照としては役立たない、人物に関連した書きかけの項目です。この項目を加筆・訂正などしてくださる協力者を求めています（P:人物伝/PJ:人物伝）。 |